# Varjão de Minas
Varjão de Minas é um município brasileiro do estado de Minas Gerais.

## História
O município foi criado em dezembro de 1995 pela lei estadual nº 12030, desmembrado de São Gonçalo do Abaeté e instalado em 1 de janeiro de 1997.